# Ilha Belyi
A ilha Belyi (em russo:  Белый) fica ao norte da Rússia, mais precisamente ao norte da península de Iamal, da qual está separada pelo estreito de Malygin, e é banhada pelo mar de Kara, no Oceano Ártico. A ilha é desabitada.
Belyi tem cerca de 1810 km2 de área, e é coberta por tundra, existindo alguns líquenes, herbáceas e pequenos arbustos (Salix purpurea) que crescem nos meses menos frios.